# Erhvervsdrivende fond
 Denne artikel bør gennemlæses af en person med fagkendskab for at sikre den faglige korrekthed.

En Erhvervsdrivende fond er en fond, der ejer virksomheder.
En erhvervsdrivende fond en uafhængig, selvstyrende entitet uden ejere. Den er kendetegnet ved en lang tidshorisont, filantropiske aktiviteter og fravær af personlige profitmotiver.[kilde mangler] Erhvervsdrivende fonde har generelt både filantropiske såvel som forretningsmæssige formål for øje, og koncentrerer ofte deres investeringer i en enkelt virksomhed, en enkelt koncern eller en specifik industrisektor.[kilde mangler] Mange af de bedst kendte fondsejede virksomheder er børsnoterede, hvor erhvervsfonden har en kontrollerende ejerposition - typisk via stemmerettigheder eller forskellige aktieklasser. Erhvervsfonden kan have 100% ejerskab i virksomheder, eller blot en kontrollerende indflydelse. Virksomheder, der ejes af erhvervsdrivende fonde, kan være aktive inden for enhver industri i den private og offentlige sektor.
Andre betegnelser, der anvendes til at beskrive erhvervsdrivende fonde, er "industrifonde", "virksomhedsfonde", "kommercielle fonde", "erhvervsfonde", "kommercielle almennyttige fonde" og "fonde med virksomhedsinteresser".[kilde mangler]
Et karakteristisk træk ved erhvervsfonden er, at fonden kontrollerer den virksomhed, som den ejer[kilde mangler] - og ikke omvendt. Desuden er erhvervsfonde private entiteter og ikke statslige eller kvasistatslige institutioner.
Adskillige store, internationale virksomheder er ejet af erhvervsfonde, herunder den indiske Tata Group, de svenske Wallenberg-virksomheder, det danske medicinalfirma Novo Nordisk, amerikanske Hershey, tyske Robert Bosch, schweiziske Rolex og svenske IKEA. Erhvervsfonde er mest udbredt i Nordeuropa, og især i Danmark,[kilde mangler] hvor erhvervsfonde står for næsten halvdelen af den totale børsnoterede danske industri. I Danmark har erhvervsdrivende fonde aktiemajoriteten i flere af de største virksomheder A.P. Møller - Maersk (ejet af A.P. Møller Fonden), Novo Nordisk (ejet af Novo Nordisk Fonden) og Carlsberg (ejet af Carlsbergfondet).

## Formål
Erhvervsdrivende fonde er erhvervsfonde er juridisk bundet af deres formål, som typisk er at sikre de virksomheder, de ejer, en lang levetid,[kilde mangler] uafhængighed samt at bidrage til samfundet gennem filantropi. Som evighedsfonde, der ikke kan opløses, er de langsigtede ejere.[kilde mangler] Det er dog ikke alle erhvervsfonde, der er lige idealistiske. Nogle har stærke bånd til stifteren eller stifterens familie og fortsætter med at donere til dens efterkommere. Andre har bånd til statslige organisationer, virksomheder eller organisationer, som har været med til at oprette dem.

## Fordeling på verdensplan
I de fleste lande i verden er erhvervsfonde ikke en juridisk kategori, og der findes ikke nogen fælles lovgivning for erhvervsfonde. Danmark er en undtagelse på grund af landets skatteordning og lovgivning om erhvervsfonde. Derfor har Danmark et højt antal erhvervsfonde sammenlignet med andre lande.
| Company              | Country        | Description and industry                                            |
| -------------------- | -------------- | ------------------------------------------------------------------- |
| Carlsberg            | Danmark        | Alkoholholdige drikkevarer, øl og sodavand                          |
| Novo Nordisk         | Danmark        | Dansk multinational medicinalvirksomhed                             |
| Anheuser Busch Inbev | Belgien        | Alkoholholdige drikkevarer, øl og sodavand                          |
| A.P. Moller - Maersk | Danmark        | Global transport- og logistikvirksomhed                             |
| Bertelsmann          | Tyskland       | Tysk multinational medie-, service- og uddannelsesvirksomhed        |
| Lundbeck             | Danmark        | Dansk multinational medicinalvirksomhed                             |
| Bosch                | Tyskland       | Tysk konglomerat                                                    |
| Leo Pharma           | Danmark        | Dansk multinational medicinalvirksomhed                             |
| CaixaBank            | Spanien        | Spansk multinational finansvirksomhed                               |
| Novozymes            | Danmark        | Dansk multinational biotech virksomhed                              |
| Carl Zeiss           | Tyskland       | Tysk industrivirksomhed                                             |
| The Hershey Co.      | USA            | Amerikansk fødevarevirksomhed                                       |
| Inter IKEA Holding   | Sverige        | Svensk møbelvirksomhed                                              |
| Wallenberg           | Sverige        | Svensk konglomerat og virksomheds dynasti                           |
| Kavli                | Norge          | Norsk fødevarevirksomhed                                            |
| Kuehne + Nagel       | Schweiz        | Global transport- og logistikvirksomhed                             |
| Lloyds Register      | Storbritannien | Britisk koncern for tekniske og erhvervsmæssige tjenesteydelser     |
| Mahle                | Tyskland       | Tysk producent af bildele                                           |
| DNV                  | Norge          | Norsk certificeringsorgan og klassifikationsselskab                 |
| Pierre Fabre         | Frankrig       | Fransk multinational medicinal- og kosmetikvirksomhed.              |
| Rolex                | Schweiz        | Schweizisk urdesigner og -producent                                 |
| Tata Sons            | Indien         | Indisk multinationalt konglomerat                                   |
| Wiliam Demant        | Danmark        | Dansk multinational virksomhed inden for audiologi og høreapparater |

## Kendetegn og karakteristika ved erhvervsfonde
Hvis en fond har bestemmende indflydelse i en virksomhed, er der tale om en erhvervsfond.
Virksomhedsejerskab adskiller erhvervsfonde fra almindelige (rent velgørende) fonde. Selveje betyder, at den ikke har nogen residuale fordringshavere. Erhvervsfonden kan vælge at donere, men ingen har krav på donationerne. Ved fondsejerskab har fonde bestemmende indflydelse i en erhvervsvirksomhed. For at kunne betegnes som erhvervsfond skal de have bestemmende indflydelse - erhvervsfonden behøver ikke at eje 100 procent af virksomhederne. Den kontrollerende indflydelse er fokuseret på stemmerettigheder snarere end kapitalandele eller udbytterettigheder.

### Typer af erhvervsfonde
- Velgørende erhvervsfonde: Oprettet med et velgørende formål, men som tilfældigvis ejer en kontrollerende andel i en eller flere erhvervsvirksomheder[2].

- Rene erhvervsfonde: Oprettet med det enkle formål at drive en virksomhed.[2]
- Famile-erhvervsfonde: Fonde, der er oprettet med henblik på at sikre og fremme formuen af stifterens eller stifternes efterkommere og andre familiemedlemmer[2].
- Erhvervsfonde med flere formål: Kombinationer af formål, således at en erhvervsfonds vedtægter kan forpligte den til at eje en virksomhed og bidrage til velgørenhed.[2]

### Kendetegn
I den akademiske litteratur er der identificeret følgende nøglekarakteristika ved virksomhedsfonde:
- Oprettelse via donation: en uigenkaldelig adskillelse fra stifteren. Uigenkaldelighed adskiller erhvervsfonde fra f.eks. familiefonde (såkaldte "trusts" eller "trust funds"), som er udbredt i USA.
- Uafhængighed: en særskilt juridisk entitet for fonden.
- Et ikke-selvisk formål: som går ud over at gavne stifteren.
- Stiftelseskapital: aktier i en virksomhed eller andre finansielle aktiver.
- En overordnet fondsorganisation: f.eks. en bestyrelse.
- Fondsvedtægter: omfatter fondens formål og forvaltningsregler.
- Ejerskab: kontrol med stemmerettigheder i en virksomhed.
- Eksternt tilsyn: f.eks. af en tilsynsmyndighed eller regulering, for at sikre, at vedtægterne og loven overholdes.

### Fordele og ulemper ved erhvervsfonde
Fordele og ulemper ved erhvervsfonde og deres ejerskab af virksomheder:
| Fordele og styrker        | Ulemper og svagheder                        |
| ------------------------- | ------------------------------------------- |
| Langsigtet tidshorisont   | Svagere incitamenter                        |
| Ejerskabsforpligtelse     | Risikoaversion                              |
| Socialt ansvar            | Finansielle begrænsninger                   |
| Filantropi                | Intet marked for virksomhedskontrol         |
| Efterkommere              | Flere formål (virksomhedsdrift, filantropi) |
| Virksomhedens overlevelse | Virksomhedens vækst                         |

### Væsentlige fordele ved erhvervsfonde
Langfristet engagement
- Erhvervsfonde forpligter sig til at handle i overensstemmelse med de(t) formål, der er anført i fondens vedtægter - som først og fremmest er at sikre den ejede virksomheds lange levetid og uafhængighed[4]. Erhvervsfonde er derfor juridisk forpligtet til at sikre et langsigtet ejerskab af virksomheden. Formålene kan omfatte særlig fokus på bestemte områder, som f.eks. produktkvalitet, medarbejdervelfærd, bidrag til forskning, uddannelse, kultur, sociale projekter og almen velgørenhed[2].
- Som langsigtede ejere er virksomhedsfonde mindre presset af udsving på aktiemarkedet, indtjeningsforventninger eller fjendtlige virksomhedsovertagelser[4].
- Erhvervsfonde er i stand til at træffe langsigtede beslutninger, der undgår økonomisk kortsigtethed eller opportunisme.[2]

Tillid og goodwill
- Erhvervsfonde kan vinde kundernes, leverandørernes, medarbejdernes og andre interessenters tillid og goodwill på baggrund af deres langsigtede engagement i filantropi, velgørenhed, medarbejdervelfærd, velgørenhed m.m. Forøget tillid til virksomheden kan resultere i større kundeloyalitet, engagerede medarbejdere, pålidelige leverandører, opbakning fra samfundet og mere stabile aktionærer, hvilket igen kan skabe højere indtægter, lavere omkostninger og højere værdi for aktionærer[11].
- Erhvervsfonde kan opleve "hypotesen om gensidigt engagement". Fondens ejerskabsengagement kan fremme det organisatoriske engagement blandt medarbejderne i fondsejede virksomheder. Virksomhedens engagement i medarbejdernes velfærd kan være stærkere og mere troværdigt i fondsejede virksomheder på grund af den langsigtede og filantropiske karakter af fondens ejerskab[4].

Minimale udfordringer i forbindelse med efterkommere
- Fondsejerskab kan minimere udfordringer forbundet med succession, efterkommere, arv og interne konflikter, som findes i familieejede virksomheder[12].

Mangel på monetære motiver
- Kunder kan være mere tilbøjelige til at købe fra en virksomhed, der har lavere incitament til at misbruge deres tillid[13], og det samme gælder for medarbejdere, leverandører og andre interessenter. Da erhvervsfonden har et lille eller intet incitament til at bryde implicitte kontrakter, kan fondsejede virksomheder forhandle kontrakter med deres interessenter på en mere troværdig måde.
- Det idealistiske formål med en erhvervsfond kan være med til at motivere kunder, medarbejdere og andre interessenter til at identificere sig med virksomheden[14].
- De vigtigste beslutningstagere i erhvervsfonde - fondsbestyrelsens medlemmer - belønnes ikke af økonomiske incitamenter eller performance og kan derved identificere sig med fonden og dens formål[15].
- De fleste erhvervsfonde har et filantropisk formål ud over det forretningsmæssige formål. Da filantropi normalt betales med udbytte fra virksomheden, indebærer det filantropiske formål et incitament til at skabe overskud og profit[9].

## Kritik af erhvervsfonde
- Stifterens betydelige tab af personlig formue[2].
- En stærk præference for overlevelse og bevarelse af fonden kan forhindre virksomheden i omstruktureringer eller i at udstede egenkapital til finansiering af vækst[2].
- Fondens administrative arv kan føre til overdreven konservatisme og kan hindre fleksibel tilpasning til nye omstændigheder. Manglen på et personligt profitmotiv kan gøre fondsejede virksomheder mindre agile og omstillingsparate.
- Rentable fondsejede virksomheder med filantropiske eller velgørende formål kan blive ofre for såkaldt "SDG-washing"[16], idet de hævder, at deres velgørende aktiviteter kan fortolkes som en defensiv manøvre for at flytte offentlighedens fokus væk fra deres rentabilitet. I 2016 blev den danske medicinalvirksomhed Novo Nordisk A/S, der er ejet af en erhvervsfonden Novo Nordisk Fonden, kritiseret i USA for sin høje prisfastsættelse af diabetesmedicin[17], hvilket bl.a. udgør en væsentlig drivkraft til væksten af Novo Nordisk Fondens enorme kapital.